# Playground Games
Playground Games — англійський розробник відеоігор, що базується в Лемінгтон-Спа та належить Xbox Game Studios, дочірній компанії Microsoft. Студія відома завдяки серії Forza Horizon, яка є частиною більшої франшизи Forza. Playground була придбана Xbox Game Studios у 2018 році.

## Історія
У листопаді 2009 року колишні співробітники Codemasters Тревор Вільямс і Нік Вілрайт оголосили про створення нової студії Playground Games на початку 2010 року. Пізніше до них приєдналися Гевін Реберн і Ральф Фултон, які в минулому також були співробітниками Codemasters. Перший проєкт студії, Forza Horizon, був анонсований у 2012 році. Гра була розроблена у співпраці з Turn 10 Studios і видана Microsoft Studios восени. Продовження, Forza Horizon 2 та Forza Horizon 3, були випущені у 2014 і 2016 рр. відповідно.
У лютому 2014 року Playground Games оголосила про формування нової команди розробників, яка буде фокусуватися на мобільних іграх. У 2017 році студія повідомила про відкриття другого підрозділу, який зосередить увагу на проєкті з відкритим світом, що не буде пов'язаним із гонками. У листопаді новостворений підрозділ облаштувався в орендованій будівлі в місті Лемінгтон-Спа, завдяки чому число співробітників зросло до більш ніж 400 осіб.
У січні 2018 року було повідомлено, що студія працює над грою в жанрі рольового бойовика, яка є частиною серії Fable. На виставці E3 у червні Microsoft оголосила про придбання Playground Games, яка приєдналася до Microsoft Studios (тепер Xbox Game Studios). Водночас Microsoft Studios анонсувала Forza Horizon 4, яка була випущена в жовтні.
У липні 2020 року Microsoft офіційно анонсувала нову гру в серії Fable. У червні 2021 року була анонсована Forza Horizon 5, яка була випущена в листопаді. У лютому 2021 Анна Мегілл, яка в минулому працювала над Dishonored: Death of the Outsider, Control та Avatar: Frontiers of Pandora, приєдналася до студія як провідний сценарист Fable; пізніше вона стала відповідальною за наратив проєкту. У січні 2022 року було повідомлено, що співзасновник та керівник студії Гевін Реберн залишив колектив після дванадцяти років праці; генеральний директор Тревор Вільямс замінив Реберна на посаді керівника. У листопаді Джейсон Шраєр із Bloomberg News заявив, що Playground співпрацює з Eidos-Montréal над Fable.

## Розроблені ігри
| Рік  | Назва           | Платформа                                    |
| ---- | --------------- | -------------------------------------------- |
| 2012 | Forza Horizon   | Xbox 360                                     |
| 2014 | Forza Horizon 2 | Xbox 360, Xbox One                           |
| 2016 | Forza Horizon 3 | Microsoft Windows, Xbox One                  |
| 2018 | Forza Horizon 4 | Microsoft Windows, Xbox One, Xbox Series X/S |
| 2021 | Forza Horizon 5 | Microsoft Windows, Xbox One, Xbox Series X/S |
| Н/Д  | Fable           | Microsoft Windows, Xbox Series X/S           |